# Huntington Bank Stadium
Das Huntington Bank Stadium (bis zum 29. Juni 2021 TCF Bank Stadium) ist ein College-Football-Stadion auf dem Campus der University of Minnesota in der US-amerikanischen Stadt Minneapolis im Bundesstaat Minnesota. Es wurde am 12. September 2009 eröffnet und ist die Heimspielstätte der Minnesota Golden Gophers, dem NCAA-Footballteam der Universität aus der Big Ten Conference (B1G). Für die Spielzeiten 2014 und 2015 diente es außerdem als vorübergehende Spielstätte der Minnesota Vikings aus der National Football League (NFL), deren neues Stadion, das U.S. Bank Stadium, sich noch im Bau befand.

## Geschichte
Das Stadion ist das dritte auf dem Campus der Universität und das insgesamt vierte, welches die UM für Football nutzt. Die vorherigen Spielstätten waren das Northrop Field, das Memorial Stadium und der Hubert H. Humphrey Metrodome. Durch den geplanten Abriss des Metrodomes, waren die Gophers, die Minnesota Vikings und die Minnesota Twins, die diese Arena nutzten, gezwungen neue Stadien zu errichten. Das TCF Bank Stadium wurde zuerst fertiggestellt und erlebte das erste Heimspiel der Golden Gophers am 12. September 2009 beim 20:13-Sieg gegen die Air Force Falcons der United States Air Force Academy.
Das Huntington Bank Stadium ist hufeisenförmig angelegt, bietet 50.805 Plätze und die Ränge sind größtenteils unüberdacht. Die Errichtung kostete 303,3 Millionen US-Dollar. Die Möglichkeit einer zukünftigen Erweiterung um 30.000 auf 80.000 Plätze ist vorgesehen. Es beherbergt die weitläufigsten Umkleideräume im College- und Profi-Football und verfügt außerdem über eine der größten Videowände der Vereinigten Staaten.
Für die Minnesota Vikings wurde das Stadion im Sommer 2014 für sieben Millionen US-Dollar modifiziert. Es wurden u. a. an der Westseite Stahltribünen mit 1.720 Sitzen aufgestellt sowie ein neuer Spielfeldbelag mit einer Rasenheizung installiert. Dafür wurden Kunststoffrohre mit einer Länge von 38 Meilen (45 Kilometer) verlegt. Hinzu kommt die farbliche Umgestaltung des Stadions zu den Spielen der Golden Gophers (Kastanienbraun und Gold) und der Vikings (Lila, Gold, Weiß). In den Logen wurden unter der Decke Heizungen angebracht und die sanitären Einrichtung geändert. Es wurden 120 Verkaufsautomaten aufgestellt, an denen man auch Bier kaufen kann. Die Anzahl der Eingange wurde wegen der höheren Sicherheitsanforderungen der NFL von sechs auf neun erhöht, damit beim Einlass keine längeren Wartezeiten entstehen. Im Stadion wurde ein Antennensystem installiert, das den Besuchern die Nutzung von Mobilfunkgeräten (3G, 4G und LTE) ermöglicht. Durch die Zusatztribünen bietet das Stadion 52.525 Plätze.
In den Spielzeiten 2017 und 2018 trug Minnesota United, das neue Franchise der Major League Soccer (MLS), vorübergehend seine Heimpartien im TCF Bank Stadium aus. Zur Saison 2019 zog das Team in das Allianz Field mit etwa 20.000 Plätzen, dessen Bau 200 Mio. Euro kostete.

## Design
Die Anlage hat eine Hufeisenform, welches laut der Architekten für eine traditionelle Collegeatmosphäre („traditional collegiate look and feel“) sorgen soll. Es ist in Ost-West-Ausrichtung errichtet, was an das Memorial Stadium erinnert und eine Aussicht auf die Innenstadt von Minneapolis gewährt.
Nach der Fertigstellung verkündete die University of Minnesota, dass dem Neubau das Silver LEED Zertifikat verliehen wurde, und es somit das erste Footballstadion mit einer LEED-Zertifizierung ist.

## Galerie

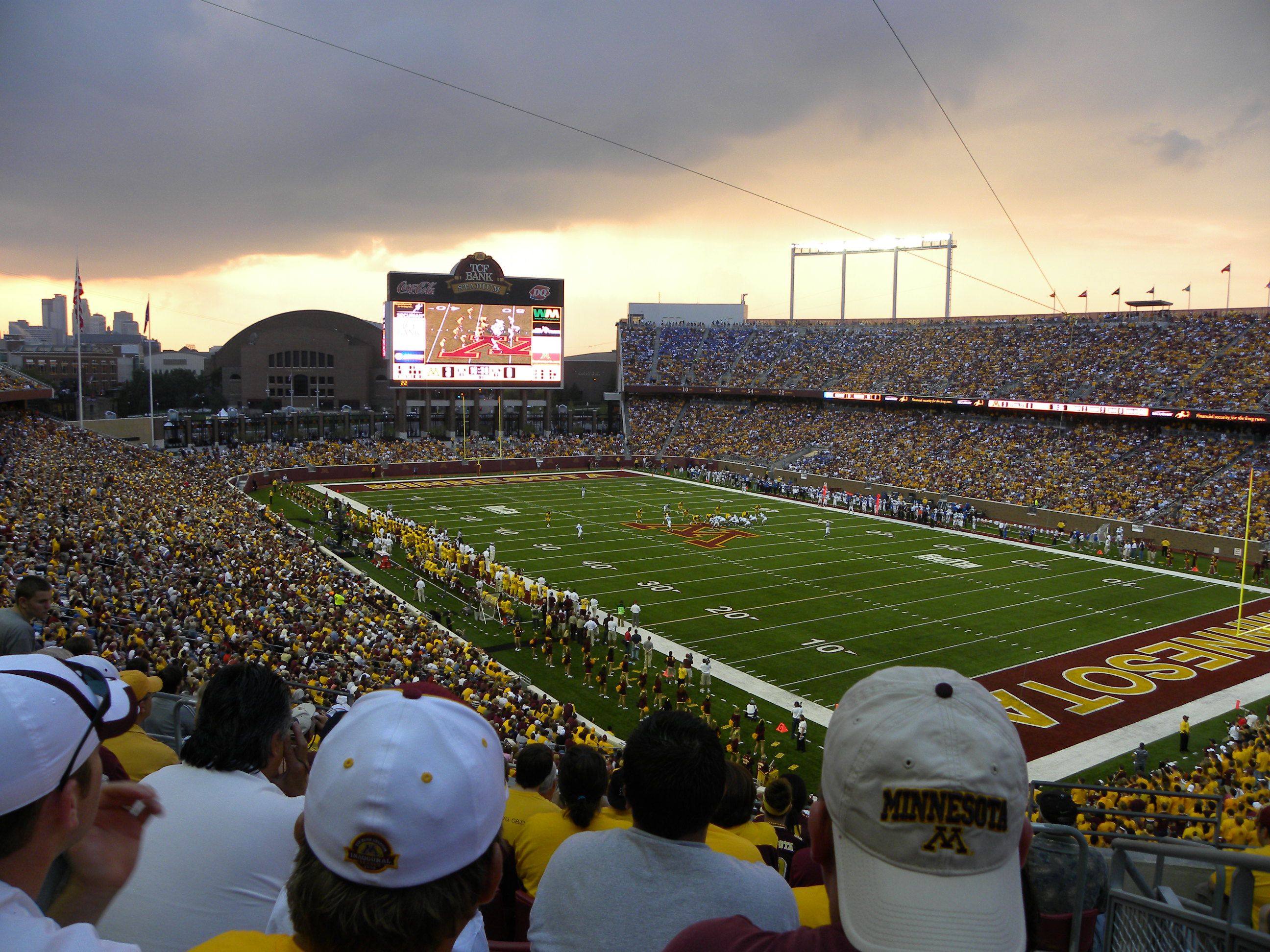
Das Stadion am Tag der Eröffnung am 12. September 2009
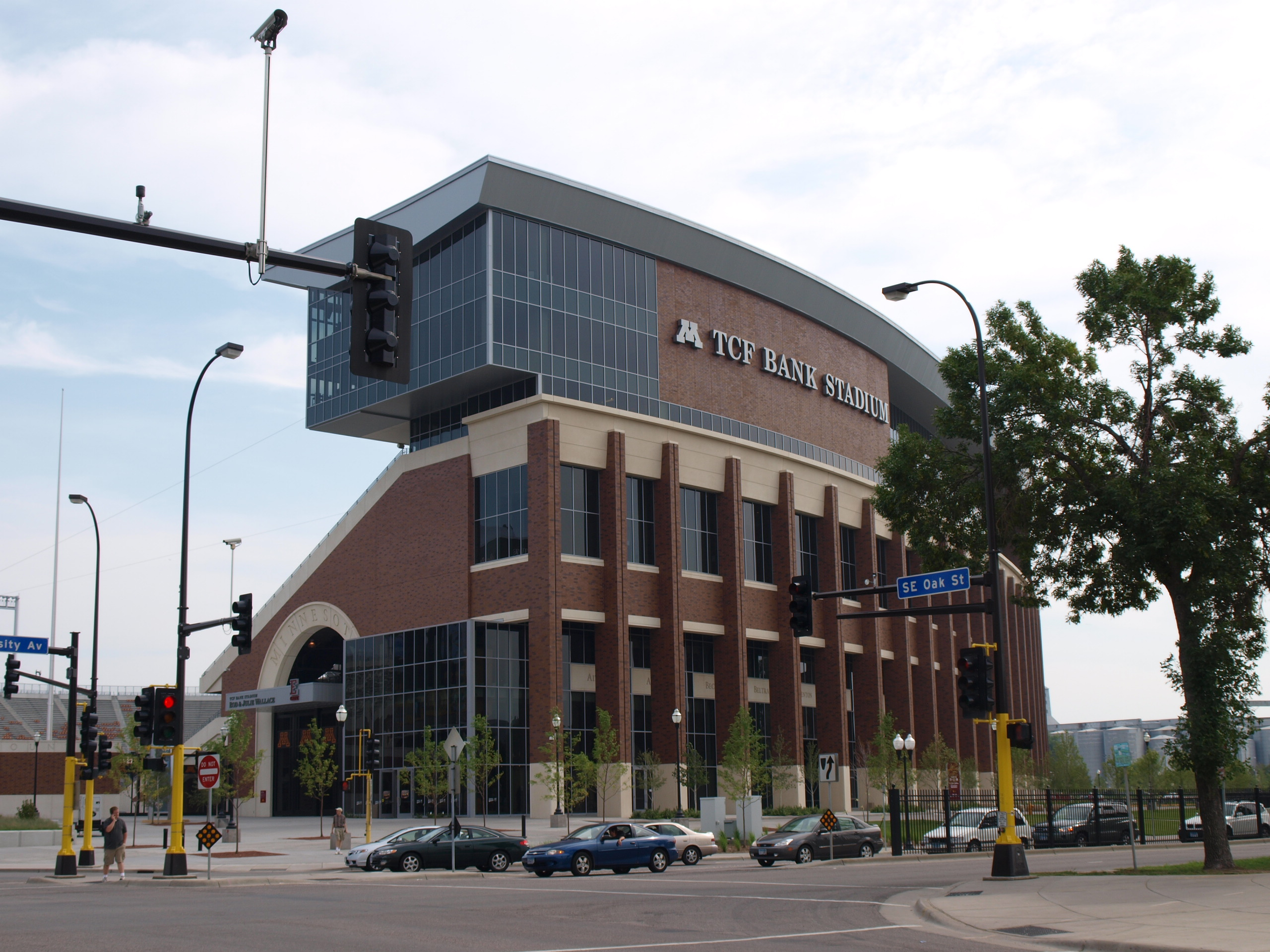
Fassade der Südseite des Stadions
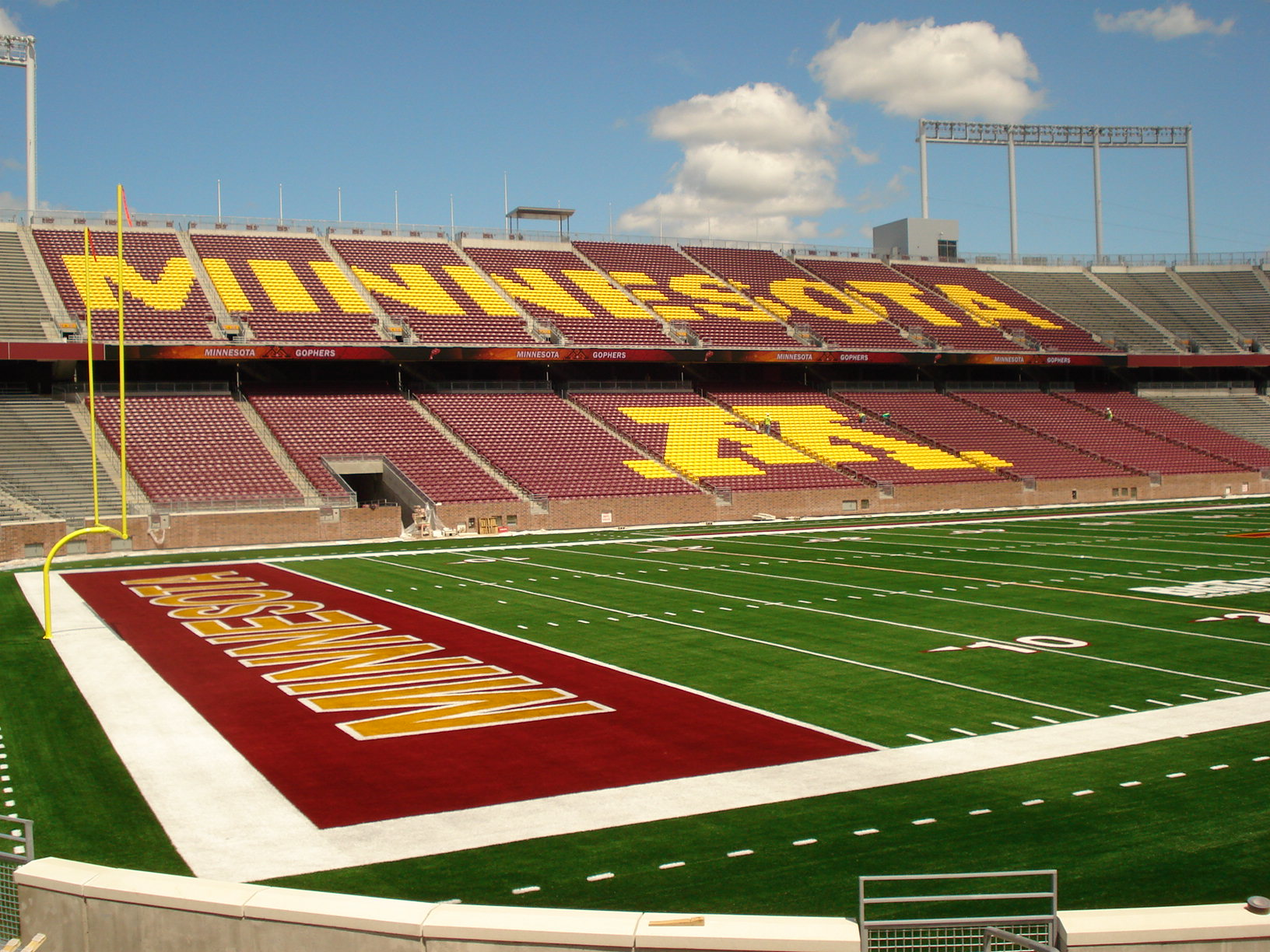
Das Stadion einen Monat vor der Eröffnung im August 2009
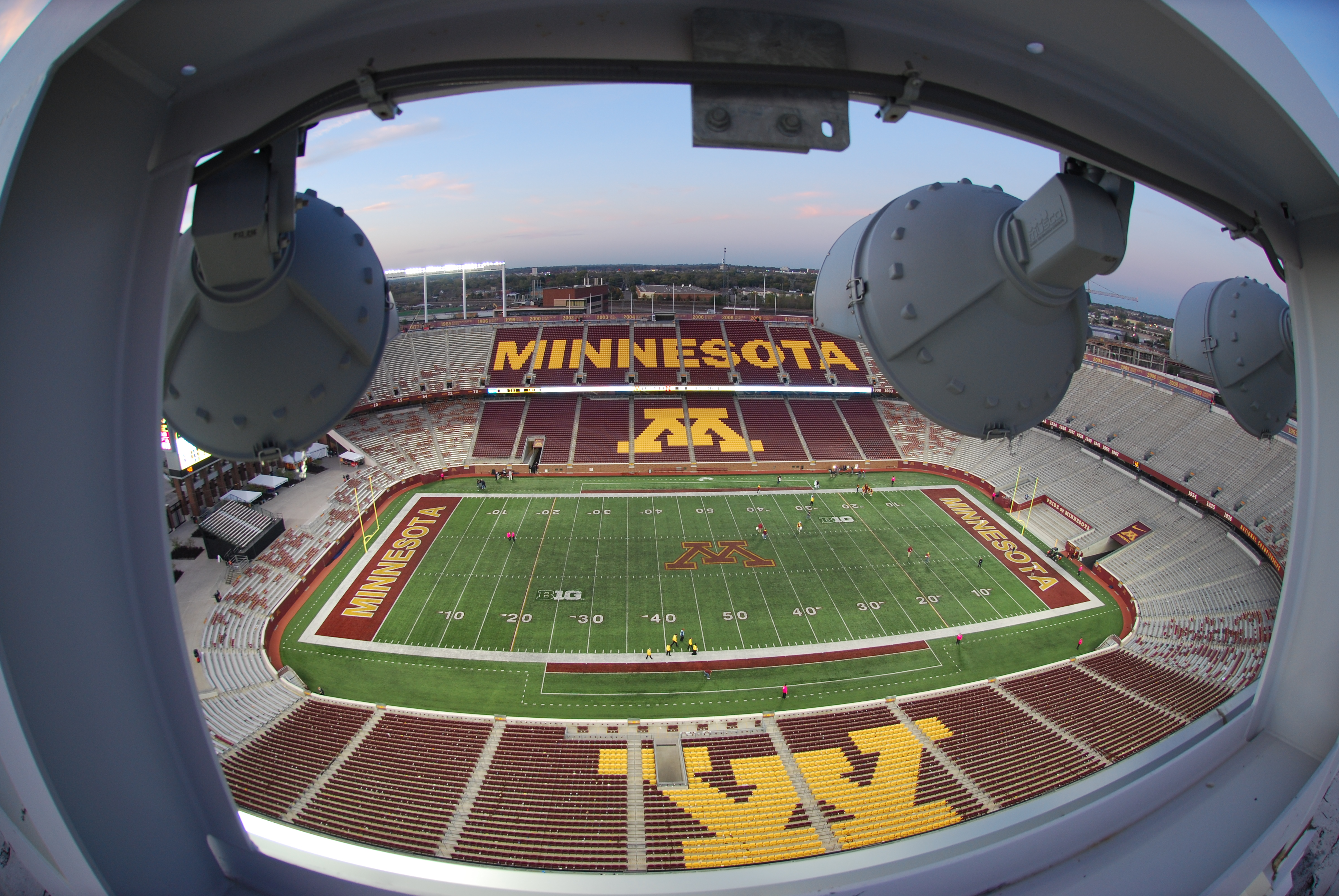
Blick vom Dach der Haupttribüne in das Stadionrund
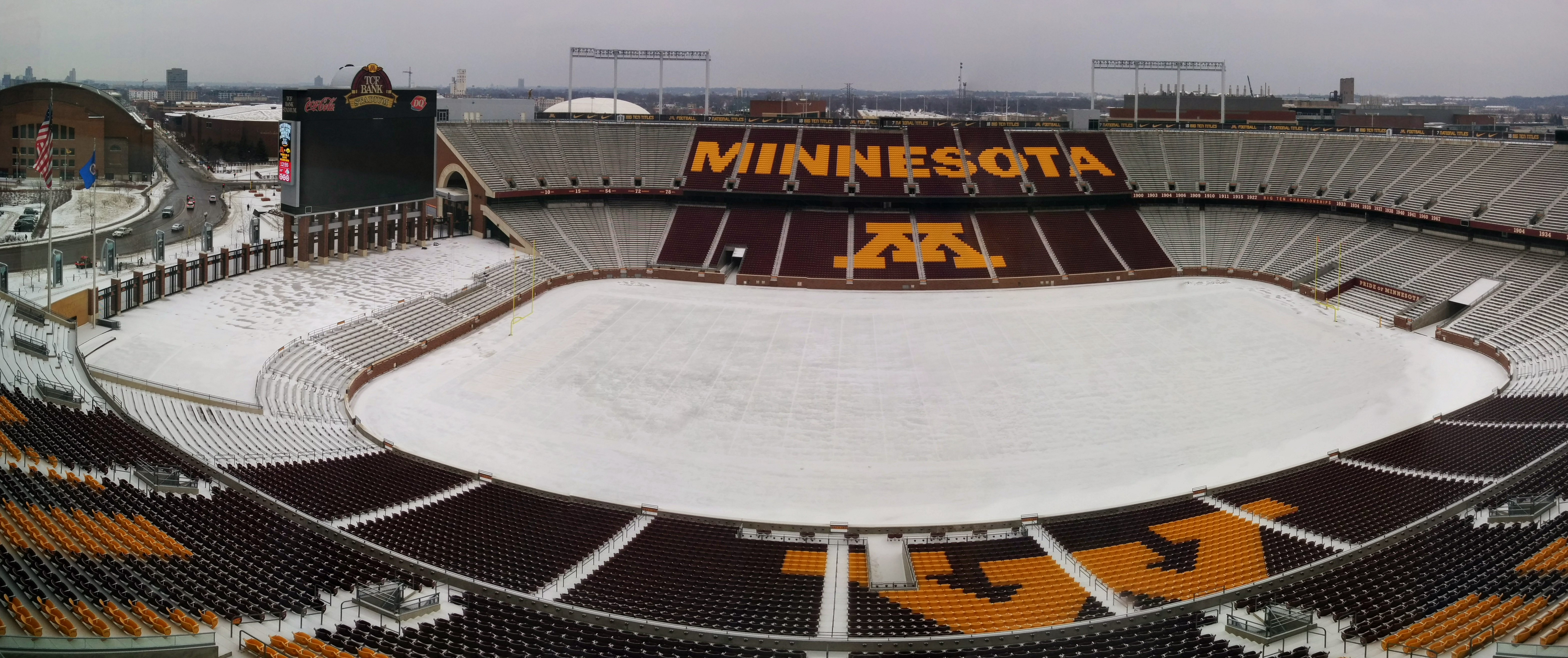
Das TCF Bank Stadium im Winter 2015